# Municipalità di Saulkrasti
La municipalità di Saulkrasti (in lettone Saulkrastu novads) è una delle trentasei municipalità della Lettonia. È situata sulla costa del golfo di Riga, nella parte occidentale della Livonia. Il capoluogo è Saulkrasti.

## Suddivisione
La municipalità comprende la città di Saulkrasti e 2 parrocchie (Saulkrasti e Sēja).